# Abu al-Ala Idris al-Mamun
Pour les articles homonymes, voir Al-Mamun.
Abû al-`Alâ' Idrîs al-Ma'mûn (أبو العلا المأمون إدريس بن المنصور abū al-`lā al-mā'mūn idrīs ben al-manṣūr) est né en 1186 à Malaga. Frère de Abû Muhammad al-`Âdil, il est avec Yahyâ al-Mu`tasim un des deux prétendants à sa succession comme calife almohade en 1227.
Il est mort le 16 ou le 17 octobre 1232.

## Histoire
La guerre civile entre deux prétendants à la succession de Abû Muhammad al-`Âdil permet aux rois chrétiens espagnols d'intervenir dans les affaires du Maghreb. Le roi Ferdinand III de Castille fournit à al-Ma'mûn 12 000 cavaliers pour aller s'emparer de Marrakech. Al-Ma'mûn prit Marrakech et massacre les cheikhs qui soutiennent son rival Yahyâ al-Mu`tasim.
Il répudie la doctrine du Mahdî au profit du sunnisme. En paiement de l'aide du roi de Castille il accepte la construction d'une église Notre-Dame à Marrakech (1230) (elle est détruite dès 1232). Ces actions et ces reniements de al-Ma'mûn provoquent une violente réaction anti-almohade.
La Castille n'a plus d'adversaire en Espagne sauf de petits royaumes autonomes et le sultanat nasride de Grenade.
Pendant qu'Al-Ma'mûn mène un siège à Ceuta, son rival éconduit Yahyâ al-Mu`tasim en profite pour reprendre Marrakech. Al-Ma'mûn meurt sur le chemin de retour vers Marrakech.

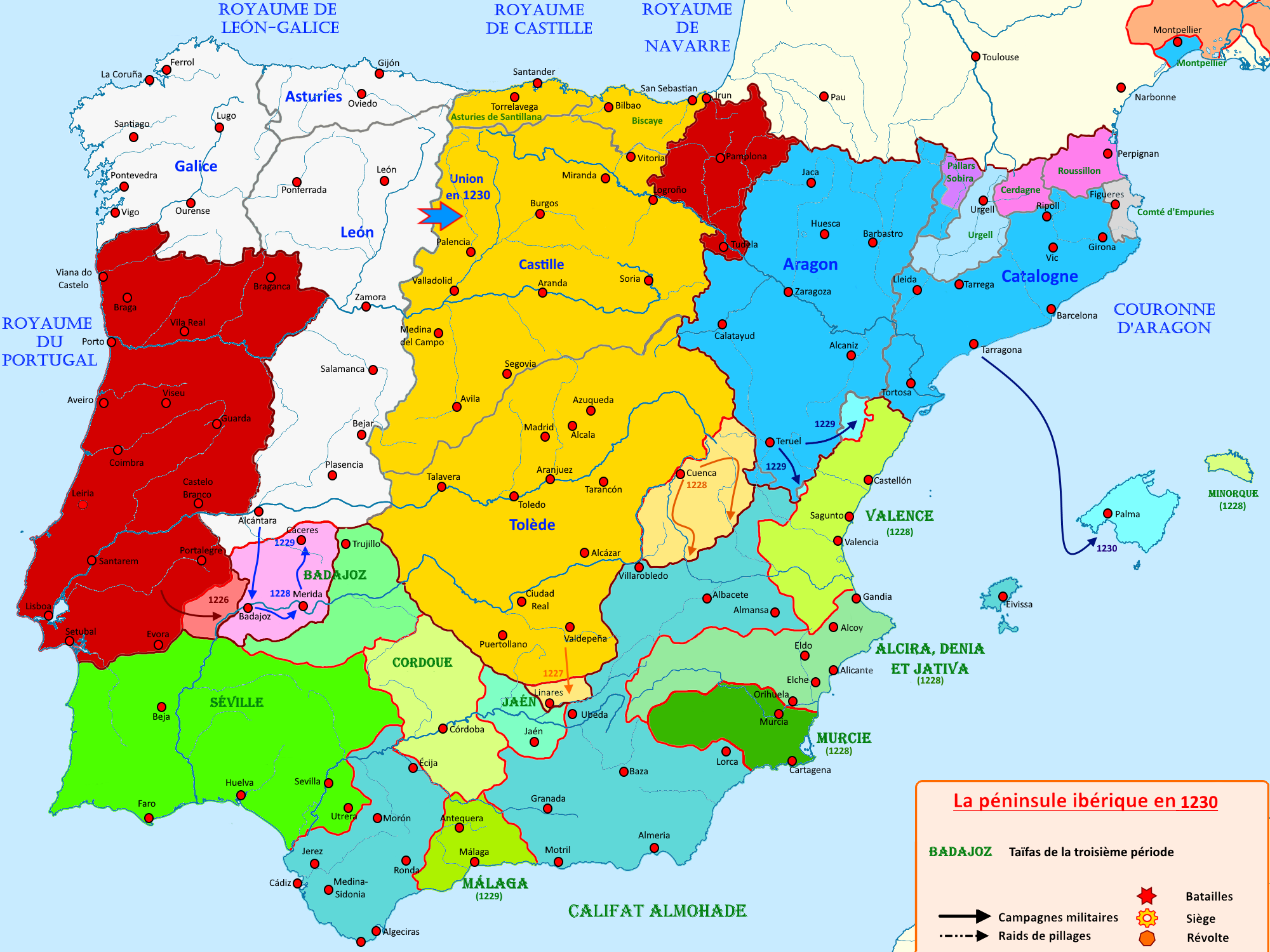
Les almohades en Al-Andalus, 1224-1230

## Sources
- Charles-André Julien, Histoire de l'Afrique du Nord, des origines à 1830, édition originale 1931, réédition Payot, Paris, 1994